# Southpaw (hudební skupina)
Southpaw byla česká indie rocková hudební skupina založená v roce 1996. 

## Historie
Tehdejší vysokoškoláci se nechali inspirovat britskými kytarovými kapelami (především The Smiths) a v roce 1996 založili v Praze skupinu Southpaw. Název si propůjčili od čtvrtého alba Morrisseyho Southpaw Grammar. V začátcích působení hráli v pražských klubech 007, Batalion a v Belmondu. V druhé polovině devadesátých let začali do svých kytarových skladeb přidávat elektronické prvky. Nahrávky „Dustman's Dream“ (1998) nebo „Ballet!“ (1999) distribuovali ve své době revolučním způsobem - přes Indies Records ve formátu mp3. Hlavně díky písním „Goodbye Planet“ a „Air Somewhere“ na ně začali chodit také posluchači, kteří byli odkojeni taneční hudbou.
V roce 2001 se do skupiny připojil klávesista Karzi a společně s Gregorym komponovali nové skladby. Debut Pop Secret vyšel u EMI a byl poměrně dobře přijat kritikou i fanoušky. Znatelný je vliv break beatu, d'n'b, na desce se objevují i prvky trance. O dva roky později následovalo album Pleasure You Can Measure ( U:BAHN Records), tvorba se posunula od tanečních písní směrem k silným popovým skladbám. Skupina začala koncertovat po celé České republice a párkrát se objevili i v zahraničí.
Rok 2003 znamenal pro Southpaw změnu bubeníků - Davida Kerpowa vystřídal Tomáš Konůpka, aby společně se zbytkem kapely nahráli vynikající album Boys Make Noise . Po jeho vydání nastal příliv fanoušků, Southpaw se rovněž stali oblíbenou festivalovou kapelou. Na sklonku roku 2005 se opět měnil post bubeníka, novým příchozím byl Jan Jenečka. Poté společně se zvukovým mistrem Ondřejem Ježkem začali pracovat na albu Heart Disk, které se skládá se ze dvou rozdílných částí. Na prvním disku zvaném Heartcore najdete silné a agresivní rockové skladby s prvky elektroniky, druhé CD nabízí pomalejší písničky. Klip k písni „Isolated“ vyhrál nejlepší video roku 2006 dle hodnocení časopisu Filter.
Nadcházela plánovaná pauza, kde se členové věnovali svým vedlejším projektům. Nasbírané zkušenosti pak uplatnili na páté desce, které nese název 'Addiction, vyšla v říjnu 2008. Začátkem roku 2011 kapela ohlásila konec, naplánovaly poslední rozlučkový koncert na 11. března 2011 v Paláci Akropolis. Kapela odehrála průřez všemi deskami. Celý koncert byl nahrál a má vyjít na DVD v září 2011, jako koncertní best-of, které dostane název Hit Me!. V srpnu roku 2021 se skupina vrátila i s novým klipem.

## Vedlejší projekty
- Gregory Finn založil multimediální projekt Ghostmother, kde působí také Klára Nemravová, Mikoláš Růžička, Tadeáš Haager, Marielle Tepper, Hana Pecková a Alessiny.
- Karzi založil v roce 2006 společně se svým bratrem shoegaze punkovou skupinu Trip Fontaine.
- Gregory též založil one man show projekt Kapitán Demo a kromě produkce dalších desek se vydal na sólovou dráhu pod svým jménem Burian.
- Jan Jenečka hostuje coby bubeník v pražské skupině Khoiba.
- Gregory Finn založil v roce 2010 s Mikolášem Růžičkou indie skupinu Republic Of Two

## Obsazení
- Jiří Burian je Pán - aka 'Gregory Finn' - kytara, zpěv
- Karel Havlíček aka 'Karzi' - klávesy
- Jaroslav Svatoš - basová kytara
- Adam Voneš - kytara
- Jan Janečka - bicí

## Diskografie
- 2001 - Pop Secret (vyšlo v říjnu 2001; Escape - EMI)
- 2003 - Pleasure You Can Measure (vyšlo v červnu 2003; U:Bahn Records)
- 2004 - Boys Make Noise (vyšlo v září 2004; I Am Recorded)
- 2006 - Heart Disk (vyšlo 1. března 2006; MenX; CD1: Heartcore, CD2: Software)
- 2008 - Addiction (vyšlo 1. října 2008; MenX)
- 2011 - Hit me! (Best of) (září 2011; ???)